# Cava Manara
Cava Manara är en ort och kommun i provinsen Pavia i regionen Lombardiet i Italien. Kommunen hade 6 750 invånare (2018).